# 叶樱蛤
是帘蛤目樱蛤科Phylloda属的一种。主要分布于南海、中国大陆、台湾，常栖息在水深3－20米砂泥底。